# Mirosław Makohonienko
Mirosław Makohonienko – polski biolog, geograf, dr hab. nauk o Ziemi, profesor uczelni i dyrektor Instytutu Geoekologii i Geoinformacji Wydziału Nauk Geograficznych i Geologicznych Uniwersytetu im. Adama Mickiewicza w Poznaniu.

## Życiorys
15 maja 1998 obronił pracę doktorską Młodoholoceńska działalność antropogeniczna rejestrowana w osadach limnicznych w rejonie Gniezna, 2 marca 2010 habilitował się na podstawie pracy zatytułowanej Szata roślinna północno-wschodnich Chin w holocenie – przemiany naturalne i pod wpływem działalności człowieka. Został zatrudniony na stanowisku adiunkta w Instytucie Geoekologii i Geoinformacji na Wydziale Nauk Geograficznych i Geologicznych Uniwersytetu im. Adama Mickiewicza.
Jest członkiem Rady Dyscypliny Naukowej – Nauk o Ziemi i Środowisku Uniwersytetu im. Adama Mickiewicza w Poznaniu, oraz Komisji Nauk o Ziemi na Oddziale Polskiej Akademii Nauk w Poznaniu.
Był zastępcą dyrektora Instytutu Geoekologii i Geoinformacji Wydziału Nauk Geograficznych i Geologicznych Uniwersytetu im. Adama Mickiewicza w Poznaniu.
Awansował na stanowisko profesora uczelni i dyrektora w Instytucie Geoekologii i Geoinformacji na Wydziale Nauk Geograficznych i Geologicznych Uniwersytetu im. Adama Mickiewicza w Poznaniu.